# Василевич, Язэп Игнатьевич
Язэп Игнатьевич Василевич (бел. Язэп Ігнатавіч Васілевіч; 4 сентября (16 сентября) 1870, пос. Кривичи, теперь Мядельский район, Минская область — 1934, Уфа, теперь Башкортостан, Россия) — белорусский общественно-политический деятель, педагог, археолог, историк, публицист.

## Биография
Окончил учительскую семинарию. В 1914 году окончил Московский археологический институт, учился в Московском юридическом институте в 1914-1917 годах.
В 1917 году стал одним из лидеров Белорусской Народной Грамады, организации, действовавшей среди белорусских беженцев на территории России. В сентябре 1917 года на I-ом Всероссийском съезде беженцев-белорусов в Москве выступил с докладом «О политическом строе Беларуси и формах правления в России». В докладе высказался «за предоставление Беларуси автономии и за федеративное устройство в России, в составе которой будет оставаться Беларусь», такой взгляд был наиболее популярным среди тогдашнего белорусского национально-освободительного движения.
В 1917—1919 годах один из создателей и директор Будславской белорусской гимназии. В июле 1918 года он как представитель оккупированной Германией территории делегат Всероссийского съезда беженцев из Беларуси в Москве. В 1919—1920 годах жил в Москве. В июне 1920 года Язэп Василевич назначен заведующим информационным отделом управления ревкомов Западного фронта.
В августе 1920 года вернулся в Будслав, до октября был директором школы. В конце 1920 года в Полоцке, заведующий курсов. С 1921 года преподаватель истории и директор Минского педагогического техникума (МБПТ). Одновременно преподавал в Белорусском государственном университете археологию. В 1924 году переселился в Витебск и стал директором культурно-исторического музея. Участвовал в подготовке и созыве первого съезда исследователей белорусской археологии и археографии.
1 августа 1930 года арестован ГПУ БССР по сфабрикованному делу «Союза освобождения Беларуси». В 1931 году выслан в Уфу (Башкирская АССР), где и умер. Посмертно реабилитирован.

## Произведения
- Аўтабіяграфія// Нацыянальны архіў РБ. — Ф.42, воп.1., спр. 619, л.139-140.
- Васілевіч Я. Віцебскі дзяржаўны культурна-гістарычны музей// Віцебшчына. — Т.2. — 1928. — С.197-203.